# Christopher Challis
Christopher Challis est un directeur de la photographie anglais, né à Londres (Angleterre, Royaume-Uni) le 18 mars 1919 et mort le 31 mai 2012 à Bristol (Angleterre, Royaume-Uni).
Membre de la BSC, il en est le président de 1962 à 1964.

## Biographie
Comme directeur de la photographie, Christopher Challis contribue à soixante-quatre films (britanniques, américains, ou coproductions), de 1947 à 1985. Il travaille notamment, à plusieurs reprises, avec le réalisateur Stanley Donen, en particulier à l'occasion d’Arabesque (1966), film qui lui vaudra de gagner l'année suivante un British Academy Film Award de la meilleure photographie (il aura trois autres nominations). On le retrouve aussi aux côtés de Ken Annakin, Blake Edwards, Lewis Gilbert, Joseph Losey et Billy Wilder, entre autres.
Il est également connu pour sa collaboration avec le tandem Michael Powell-Emeric Pressburger, aux côtés duquel il débute comme deuxième assistant opérateur  sur Une question de vie ou de mort, en 1946, puis comme cadreur sur Le Narcisse noir, en 1947. D'autres films suivront jusqu'à Intelligence Service (en) en 1957 (le dernier de Powell et Pressburger ensemble).
Par ailleurs, Christopher Challis aborde la télévision, avec quatre téléfilms, en 1972, 1975, 1979 et 1982.

## Filmographie partielle
Comme directeur de la photographie, sauf mention contraire

### Au cinéma
- 1946 : Une question de vie ou de mort (A Matter of Life and Death) de Michael Powell et Emeric Pressburger (deuxième assistant opérateur)
- 1947 : Le Narcisse noir (Black Narcissus) de Michael Powell et Emeric Pressburger (cadreur)
- 1947 : Au bout du fleuve (The End of the River) de Derek N. Twist
- 1948 : Les Chaussons rouges (The Red Shoes) de Michael Powell et Emeric Pressburger (cadreur)
- 1949 : La Mort apprivoisée (The Small Back Room) de Michael Powell et Emeric Pressburger
- 1950 : La Renarde (Gone to Earth) de Michael Powell et Emeric Pressburger
- 1950 : Le Chevalier de Londres (The Elusive Pimpernel) de Michael Powell et Emeric Pressburger
- 1951 : Les Contes d'Hoffmann (The Tales of Hoffmann) de Michael Powell et Emeric Pressburger
- 1953 : Geneviève (Genevieve) d'Henry Cornelius
- 1953 : Gilbert et Sullivan (The Story of Gilbert and Sullivan) de Sidney Gilliat
- 1953 : Saadia d'Albert Lewin
- 1954 : La rousse mène l'enquête (Malaga) de Richard Sale
- 1954 : La Flamme et la Chair (Flame and the Flesh) de Richard Brooks
- 1955 : Des pas dans le brouillard (Footsteps in the Fog) d'Arthur Lubin
- 1955 : Les Aventures de Quentin Durward (Quentin Durward) de Richard Thorpe
- 1955 : Oh ! Rosalinda ! (Oh... Rosalinda !!) de Michael Powell et Emeric Pressburger
- 1956 : Le Jardinier espagnol (The Spanish Gardener) de Philip Leacock
- 1956 : La Bataille du Rio de la Plata (The Battle of the River Plate) de Michael Powell et Emeric Pressburger
- 1957 : Alerte en Extrême-Orient (Windom's Way) de Ronald Neame
- 1957 : Intelligence Service (Ill met by Moonlight) de Michael Powell et Emeric Pressburger
- 1959 : L'Enquête de l'inspecteur Morgan (Blind Date) de Joseph Losey
- 1960 : Un cadeau pour le patron (Surprise Package) de Stanley Donen
- 1960 : Coulez le Bismarck ! (Sink the Bismarck !) de Lewis Gilbert
- 1960 : Ailleurs l'herbe est plus verte (The Grass is Greener) de Stanley Donen
- 1960 : Quand gronde la colère (Never Let Go) de John Guillermin
- 1962 : Les Mutinés du Téméraire (H.M.S. Defiant) de Lewis Gilbert
- 1963 : Les Vainqueurs (The Victors) de Carl Foreman
- 1964 : Quand l'inspecteur s'emmêle (A Shot in the Dark) de Blake Edwards
- 1964 : Les Drakkars (The Long Ships) de Jack Cardiff
- 1964 : Les Jeux de l'amour et de la guerre (The Americanization of Emily) d'Arthur Hiller (photographie additionnelle)
- 1965 : Ces merveilleux fous volants dans leurs drôles de machines (Those Magnificent Men in their Flying Machines or How I flew from London to Paris in 25 hours 11 minutes) de Ken Annakin
- 1965 : Le démon est mauvais joueur (Return from the Ashes) de J. Lee Thompson
- 1966 : Arabesque de Stanley Donen
- 1966 : Le Gentleman de Londres (Kaleidoscope) de Jack Smight
- 1967 : Voyage à deux (Two for the Road) de Stanley Donen
- 1968 : Chitty Chitty Bang Bang de Ken Hughes
- 1968 : Maldonne pour un espion (A Dandy in Aspic) d'Anthony Mann et Laurence Harvey
- 1969 : L'Escalier (Staircase) de Stanley Donen
- 1970 : La Vie privée de Sherlock Holmes (The Private Life of Sherlock Holmes) de Billy Wilder
- 1971 : Marie Stuart, reine d'Écosse (Mary, Queen of Scots) de Charles Jarrott
- 1971 : Les Doigts croisés (To catch a Spy) de Dick Clement
- 1972 : Sentimentalement vôtre (Follow Me !) de Carol Reed
- 1974 : Le Petit Prince (The Little Prince) de Stanley Donen
- 1977 : Les Grands Fonds (The Deep) de Peter Yates
- 1978 : L'ouragan vient de Navarone (Force 10 from Navarone) de Guy Hamilton
- 1980 : Le miroir se brisa (The Mirror crack'd) de Guy Hamilton
- 1982 : Meurtre au soleil (Evil under the Sun) de Guy Hamilton
- 1984 : Top secret ! (Top Secret !) de Jim Abrahams, David et Jerry Zucker
- 1983 : Secrets de Gavin Millar
- 1985 : Steaming de Joseph Losey

### À la télévision (téléfilms)
- 1972 : A War of Children (en) de George Schaefer
- 1975 : In this House of Brede de George Schaefer
- 1979 : S.O.S. Titanic de William Hale

## Récompense / Nominations
- British Academy Film Award de la meilleure photographie :
  - En 1964, catégorie noir et blanc (17e cérémonie des British Academy Film Awards), pour Les Vainqueurs (1963) (nomination) ;
  - En 1966, catégorie couleur (19e cérémonie des British Academy Film Awards), pour Ces merveilleux fous volants dans leurs drôles de machines (1965) (nomination)
  - En 1967, catégorie couleur (20e cérémonie des British Academy Film Awards), pour Arabesque (1966) (récompensé) ;
  - Et en 1978 (31e cérémonie des British Academy Film Awards), pour Les Grands Fonds (1977) (nomination).